# مدرسة عباس قلي خان شاملو
مدرسة عباس قلي خان شاملو هي مدرسة تاريخية تعود إلى القرن الحادي عشر الهجري، وتقع في مشهد.